# Uray Tivadar
Uray Tivadar (Munkács, 1895. november 9. – Budapest, 1962. június 22.) Kossuth-díjas magyar színész, érdemes és kiváló művész.

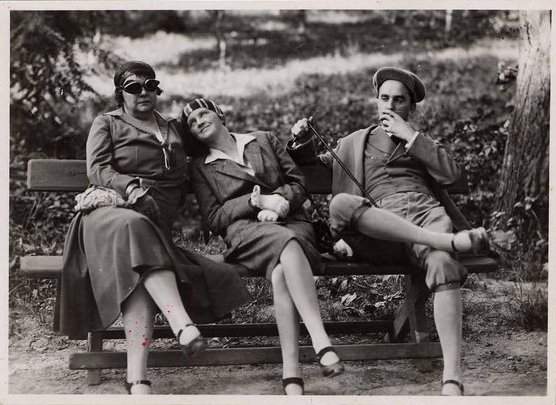
A Nemzeti Színház művészei országos turnén. Vízváry Mariska, Ághy Erzsi, Uray Tivadar.

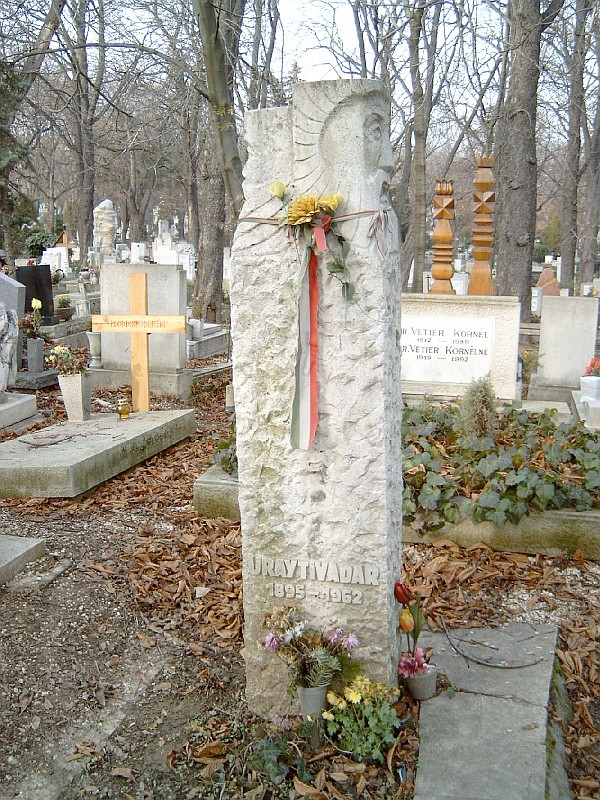
Uray Tivadar sírja Budapesten. Farkasréti temető: 1-1-265. Nagy Géza alkotása.

## Élete
Uray János és Zwarnick Vilma fia. Reáliskoláit Aradon végezte. Egy évig orvostanhallgató volt, majd beiratkozott az Országos Színészegyesület színésziskolájába, ahol 1915-ben kapott oklevelet. Már 1916-os vizsgaelőadásával felhívta magára a színházi szakma figyelmét.
Először a Modern Színpadon lépett fel, majd 1917-ben szerződtette a Nemzeti Színház. 1918-ban a Magyar Színház tagja volt, 1921-ben a Pódium Kabaréban, 1923-ban a Pesti Kabaréban és a Király Színházban vendégszerepelt. 1919. november 28-án Budapesten, a Józsefvárosban feleségül vette Ághy Erzsébetet. 1923–1948 között ismét a Nemzeti Színház tagja, majd örökös tagja volt, de 1928-ban fellépett a Vígszínházban, 1945-ben a Művész Színházban és 1948-ban a Madách Színházban is, ahol 1950-től társulati tagként játszott.
1939–40-ben a színészképző iskolák szakfelügyelője volt.

## Karakterei
Nagy jellemábrázoló tehetségű, sokoldalú művészegyéniség volt. Elegáns fellépés, tiszta beszéd, biztos stílusérzék jellemezte. Harmonikus belső magatartása miatt a szerelmes hősöktől a tragikus szerepekig minden alakítását hitelesen tudta megformálni. A szakma dicsérte komédiázóképességét, ironikus emberségét, a tragikomikus helyzetek iránti érzékenységét.
Később inkább filozofikus mélységű, intellektuálisabb  készsége, sőt robbanásokat sejtető feszültségábrázoló ereje került előtérbe.

## Díjai
- Érdemes művész (1953)
- Kiváló művész (1954)
- Kossuth-díj (1955)

## Főbb szerepei
A Színházi adattárban regisztrált bemutatóinak száma: 1946- 34; ugyanitt harminc színházi felvételen is látható.
- Caesar (George Bernard Shaw: Caesar és Cleopatra) (1955)
- Kis kadét (Villányi Andor: Attak)
- Árva László király (Herczeg Ferenc: Árva László király)
- Kárpáti Abellino (Jókai Mór – Hevesi Sándor: Egy magyar nábob)
- Dr. Nikodémusz (Vándor Kálmán: Dr. Nikodémusz)
- Moncrieff Algernon (Wilde: Bunbury)
- Hamlet (Shakespeare: Hamlet)
- Faust (Goethe: Ős Faust)
- Julius Caesar (Shakespeare: Julius Caesar)
- Prospero (Shakespeare: A vihar)
- Alfieri ügyvéd (Miller: Pillantás a hídról)
- Bánk, Ottó, Biberách (Katona József: Bánk bán)

## Filmjei
- Az új földesúr (1935)
- Havi 200 fix (1936)
- Én voltam (1936)
- Méltóságos kisasszony (1936)
- Az aranyember (1936) - Krisztyán Tódor
- Hotel Kikelet (1937)
- Segítség, örököltem! (1937)
- Háromszázezer pengő az utcán (1937)
- Szegény gazdagok (1938)
- 5 óra 40 (1939)
- Semmelweis (1939)
- Mindenki mást szeret (1940)
- Mária két éjszakája (1940)
- Egy szív megáll (1942)
- Tavaszi szonáta (1942)
- Egy asszony elindul (1948)
- Különös házasság (1951)
- Semmelweis (1952)
- Nyugati övezet (1952)
- Föltámadott a tenger (1953)
- Dandin György, avagy a megcsúfolt férj (1953)
- Dollárpapa (1956)
- Tanár úr kérem (1956)
- A Noszty fiú esete Tóth Marival (1960)
- Alázatosan jelentem (1960)